# Indocalamus hunanensis
Indocalamus hunanensis är en gräsart som beskrevs av Bao Min Yang. Indocalamus hunanensis ingår i släktet Indocalamus och familjen gräs. Inga underarter finns listade i Catalogue of Life.